# Aeroportul Ambalabe
Aeroportul Ambalabe (IATA: WAI, ICAO: FMNW) este un aeroport din Regiunea Sofia, Madagascar ce deservește zona Antsohihy.
Situat la o altitudine de 28 m, aeroportul dispune de o singură pistă.